# Катастрофа Ту-104 под Софией
Катастрофа Ту-104 под Софией — авиационная катастрофа, произошедшая в понедельник 4 июня 1962 года в окрестностях Софии. Авиалайнер Ту-104Б авиакомпании «Аэрофлот» выполнял грузовой рейс по маршруту София — Одесса — Москва, но через 30 секунд после взлёта из Софийского аэропорта Враждебна у самолёта отказал двигатель. Экипаж пытался произвести посадку в Софии, но через 9 минут после взлёта врезался в склон горы Баба и полностью разрушился. Погибли все 5 членов экипажа на борту самолёта.

## Самолёт
Ту-104Б с бортовым номером 42491 (заводской — 021604, серийный — 16-04) был выпущен Казанским авиазаводом 26 августа 1960 года, а к 11 октября был передан Главному управлению гражданского воздушного флота, которое направило его в 207-й (Шереметьевский) авиаотряд Международной группы Московского управления транспортной авиации гражданского воздушного флота Западно-Сибирского территориального управления ГВФ. По имеющимся сведениям, пассажировместимость салона составляла 100 мест. На момент катастрофы самолёт имел 1404 часа налёта и 628 посадок.

## Экипаж
Ту-104 пилотировал экипаж из 207-го лётного отряда, состоящий из:
Командир воздушного судна (КВС) — Игорь Владимирович Зайдель
Второй пилот — Николай Александрович Нестеров
Штурман — Борис Иванович Белоусов
Бортмеханик — Николай Дмитриевич Власов 
Бортрадист — Юрий Васильевич Улупов

## Катастрофа
Авиалайнер выполнял грузовой рейс из Софии в Москву с промежуточной посадкой в Одессе, в ходе которого перевозил ягоды общим весом 13 516 килограммов: 12 108 килограммов черешни и 1408 килограммов клубники. На небе в это время были отдельные облака на высоте 700 метров и дул умеренный западный ветер. В 05:24 Ту-104 вылетел из Софийского аэропорта Враждебна по магнитному курсу 275°.
Когда самолёт на высоте 400 метров начал выполнять первый разворот, неожиданно отказал левый двигатель. Командир доложил на землю об отказе матчасти (на тот момент они ещё не смогли определить неисправность), в связи с чем намерен вернуться обратно в аэропорт вылета. Тогда диспетчер дал им указание выполнять заход на посадку правым кругом, на что через 30 секунд с самолёта доложили: «Сейчас выключаю двигатель и сливаю горючее, захожу на посадку». Авиалайнер в этот момент выполнял уже второй разворот и находился в крене всего 5—6°, что существенно увеличивало радиус разворота. Через 45 секунд после последнего доклада с самолёта было сообщено, что остановлен один двигатель. При этом из-за большой дуги разворота Ту-104 приблизился к кромке облаков, закрывавших Балканские горы.
Самолёт выполнял разворот на курс 95° (обратный посадочному) и влетел в облака. Диспетчер спросил у экипажа, где они находятся, на что был передан ответ, что они на высоте 800 метров и выполняют полёт в облаках. Также командир спросил у диспетчера, наблюдает ли тот самолёт на экране обзорного радиолокатора, на что диспетчер ответил, что радиолокатор не работает.
Экипаж выполнил второй разворот и прошёл траверз ДПРС, после чего, летя по курсу 95°, начал медленно набирать высоту. Спустя 8 минут 26 секунд с момента взлёта диспетчер дал им команду поворачивать на курс на Вакарел. Самолёт в этот момент был на высоте 850 метров, а спустя 1 минуту 7 секунд, когда он уже выполнял разворот, командир экипажа доложил диспетчеру: «высота 900, курс на Вакарел беру». Вероятно, в этот момент пилоты увидели прямо перед собой горы и потянули штурвалы «на себя», а также выпустили шасси. Но спустя 6 секунд с момента последнего сеанса связи летящий по курсу 132° авиалайнер с высоко поднятым носом и выпущенными шасси в 27 километрах северо-восточнее Софийского аэропорта на высоте 900 метров относительно уровня аэродрома врезался в склон горы Баба (по другим данным — Мургаш), высотой 1150 метров. От удара самолёт полностью разрушился и сгорел. Все 5 человек на его борту погибли.

## Причины
Уклонение от установленной схемы манёвра после взлета с МК=275°, в связи с чем самолёт при полёте на одном двигателе вошёл в развороте в облачность в горной местности. Уклонение было вызвано сложной обстановкой после отказа материальной части, вынудившей экипаж выключить левый двигатель. Сложная обстановка определялась следующими факторами: 
1. необходимостью в течение ограниченного времени определить характер отказа матчасти, принять решение о выключении двигателя и произвести слив топлива для последующего захода на посадку
2. отсутствием на аэродроме радиолокационного оснащения для обеспечения захода на посадку в СМУ
3. недостаточно активным и чётким руководством полетом со стороны диспетчера КДП.

Указанные факторы способствовали тому, что манёвр разворота в сторону гор получился слишком растянутым и, войдя в связи с этим на развороте в облачность, КВС продолжил полет в облаках с курсом, обратным посадочному, в опасной близости от горной местности вплоть до столкновения с препятствием.
Причина отказа левого двигателя не установлена.
— 